# Matkov kot
Matkov kot je alpska ledeniška dolina v povirju Savinje v Kamniško-Savinjskih Alpah z dnom v nadmorski višini 800 do 1000 m. Na jugozahodu ga obdajajo visoke gore, od Mrzle gore (2203 m) na zahodu do Savinjka (1694 m) na vzhodu. Po zahodnem grebenu teče meja med Slovenijo in Avstrijo, na vzhodu pa meji na Logarsko dolino. Matkov kot je precej zaprt in odročen. Vanj pelje iz Logarske doline gozdna cesta, ki povezuje tudi kmetije. Na začetku doline se odcepi od ceste, ki se vzpenja na nekdanji mejni prehod Pavličev vrh (1339 m) v Karavankah. 
Dolina je dolga približno 6 km, najznačilnejše ledeniško preoblikovana pa je v zgornji polovici. Pod Mrzlo goro na jugozahodnem delu doline so lepo oblikovane krnice. Vzhodni obodni greben je iz masivnih dolomitov. Južni del kota je iz triasnih apnencev, le na severu so razkrite mladopaleozojske neprepustne kamnine, ki so že del Karavank. Tu so štiri samotne kmetije, katerih krčevine obdajajo smrekovi gozdovi. Najvišja je kmetija Bukovnik na nadmorski višini 1327 m. 
Dolina se razširi le v zgornjem delu. Dno Matkovega kota je tu zapolnjeno s hudourniškim prodom in morenami. Sredi doline izvira potok Jezera, ki je nižje od izvira dolino poglobil in utesnil, ob vstopu v Logarsko dolino pa v apnencih naredil slikovito sotesko Lamotje. V pleistocenu je dolino zapolnjeval ledenik, ki je segal do Logarske doline in se združil s tamkajšnjim ledenikom. 
Nad zatrepom Matkovega kota je pod ostenjem Hudega praska (1500 m) naravni spomenik snežišče Škaf. Nanj pada po žlebu v steni Hudega praska voda, ki je izdolbla široko in nad 50 m globoko luknjo. Do Škafa vodi planinska pot. Iz dna doline se vidi Matkovo okno, ovalna odprtina na vrhu grebena med Logarsko dolino in Matkovim kotom, visoka 15 m, široka 8 m, debelina oboka je 5 m.